# Movistar (Venezuela)
Movistar (legalmente Telefónica Venezolana C.A.) es una empresa venezolana proveedora de servicios de telecomunicaciones subsidiaria del grupo español Telefónica. Su nombre empresarial en Venezuela es Telefónica Venezolana, C.A. que nació el 6 de abril de 2005 tras la compra de los activos de BellSouth en Venezuela (antiguamente llamada Telcel Venezuela) por parte de Movistar Móviles y cuenta con más de 300 puntos de atención al cliente. Sus números de acceso son 0414 y 0424.
Ofrece en el país servicios de telefonía móvil, telefonía fija, internet móvil y transmisión de datos; también brinda soluciones corporativas a empresas y a pequeñas y medianas industrias (Pymes).

## Historia
- 2005: Telefónica adquiere Telcel y lanza la marca Movistar en el país, consiguiendo el 48% de participación. La empresa contaba en ese momento con más de 4,5 millones de clientes

- 2006: Se invirtió cerca de 300 millones de dólares dedicados, principalmente, a mejorar y ampliar la infraestructura de telecomunicaciones en el territorio venezolano.

- 2007: Fue instalada en Venezuela una nueva red GSM que cubre todo el territorio nacional.

- 2008: Completó un total de 1120 radio bases en la red GSM, 209 macro celdas y 106 micro celdas en servicio, lo que representa un total de 83.500 km para la optimización de su red. En diciembre de ese año lanzó la red 3.5G en Caracas.

- 2009: Contaba con 295 celdas UMTS en servicio a nivel nacional y con un 4,4% de penetración 3.5G en Internet móvil, gracias al lanzamiento comercial en diversas regiones del país como: Gran Caracas, Maracaibo, Valencia, Ciudad Guayana, Maracay, Puerto La Cruz, Isla de Margarita, San Cristóbal, Mérida, Valera, Maturín, Ciudad Bolívar y Cumaná.
- 2015: se hace el lanzamiento oficial de la red 4G+ usando por primera vez en el país la red AWS bajo las bandas LTE 4 y 7.
- 2024: se realiza la actualización de servidores y sistemas, junto con el lanzamiento de la red 4G Carrier Augmentation en la ciudad de Caracas, junto con la actualización del logotipo histórico de la empresa por el nuevo logotipo de la multinacional en las múltiples sedes de la teleco.
- 2025: Telefónica refuerza sus operaciones en Venezuela con una inversión de 500 millones de dólares para aumentar capacidad en la red 4G+ y la subasta e implementación de la red 5G en un periodo de dos años.[1]

## Censura
A partir del 8 de septiembre de 2017, el dominio original del sitio web de noticias venezolano El Pitazo, elpitazo.com, medida a la que se unió el 1 de noviembre Movistar, filial de Telefónica en Venezuela. En ambos casos los periodistas de El Pitazo usaron la metodología del bloqueo de DNS. En enero de 2018, el Instituto Prensa y Sociedad Venezuela (IPYS Venezuela) realizó una jornada de medición en la que logró recabar 27 pruebas, con sus corresponsales y los periodistas de El Pitazo, que corroboraron el bloqueo de los dominios elpitazo.com y elpitazo.info, desde las conexiones realizadas a través de, entre otros proveedores de Internet, Movistar, en al menos 12 estado del país: Distrito Capital, Zulia, Bolívar, Portuguesa, Aragua, Miranda, Falcón, Mérida, Monagas, Anzoátegui, Portuguesa y Carabobo. Un monitoreo del IPYS Venezuela en abril del mismo año determinó que el bloqueo se caracterizaba por discriminación geográfica, ya que el portal web podía verse en varios estados con los mismos proveedores web. Los bloqueos se han realizado sin notificación de la Comisión Nacional de Telecomunicaciones (Conatel) o de las empresas proveedoras y sin ninguna orden judicial.
A partir del 17 de junio de 2019, días antes de la visita de la Alta Comisionada de las Naciones Unidas para los Derechos Humanos a Venezuela, Michelle Bachelet, volvió a ejercerse otro bloqueo contra uno de los dominios de El Pitazo, www.elpitazo.net, en el que Movistar participó. Periodistas se manifestaron frente a las oficinas de las Naciones Unidas en Caracas y después en las oficinas de Movistar Venezuela para exigir que levanten el bloqueo. Según César Batiz, director de El Pitazo, "estas empresas privadas colaboran con la represión y las violaciones de los derechos humanos que comete el régimen de Nicolás Maduro".
Un informe de Transparencia en las Comunicaciones de 2022 presentó que por órdenes del gobierno de Nicolás Maduro fueron intervenidas al menos 1.584.547 líneas telefónicas de la compañía de telecomunicaciones Movistar, durante el año 2021, Andrés Azpúrua, director ejecutivo de Ve Sin Filtro preciso “Algunas de las personas cuyas comunicaciones han sido interceptadas incluyen ONG o actores cívicos. En la escala es muy grande y esto indica que es un abuso sistemático. No hay manera de esconder esto bajo investigaciones penales legítimas, esto se nota que es un tema abusivo y excesivo de parte del Estado”
En junio de 2025 un informe ratifica la denuncia a Movistar de Venezuela, se dedica a espionaje de los ciudadanos, por una parte, y por la otra al bloqueo del acceso por internet de alrededor de treinta medios de comunicación y portales informativos, interceptó hasta 2021 un total de 1.584.547 líneas de clientes en el país y recibió 30 solicitudes de bloqueos de UR, recordando aquí las violaciones de los derechos humanos y a los derechos civiles de ciudadanos, que los delitos en contra de los Derechos Humanos no prescriben.

## Privacidad
Según el informe de transparencia de Telefónica publicado en 2022, entre 2017 y 2021 Movistar cuadriplicó la intervención de teléfonos a petición de la administración de Nicolás Maduro: en 2017 se realizaron 234.932 solicitudes de intervención; cuatro años después, en 2021, fueron registradas 861.004 peticiones.

## Tecnologías de Movistar
Telefónica Venezolana cuenta con una red completamente digital de más de 3500 km, compuesta por sistemas de microondas, fibra óptica y el cable Panamericano del cual es socio.
En redes móviles utiliza las tecnologías: GSM/GPRS/EDGE Class 10 en la banda de 850 MHz; 3G+ UMTS(HSDPA/HSUPA) en la banda 1900 MHz y con LTE en la banda 4 (1700/2100 MHz), o banda AWS y en la banda 7 (2600 MHz)
En televisión por satélite utilizaba el sistema DVB-S con Encriptación Nagravision 2 y 3 en el satélite Amazonas 1/2 y poseía una estación terrestre de acceso satelital. La gestión y transporte de las señales satelitales fue administrada por Telefónica Venezolana desde 2008 hasta abril de 2021 y continuada por Hispasat hasta su cese en 2022 debido a la desactivación definitiva del satélite que proyectaba la señal. Tiene actualmente una señal exclusiva de Inter para sus suscriptores en Venezuela.

## Servicios de Movistar
- Telefonía Móvil - (CDMA2000 1XEV-DO 800 MHz, GSM/GPRS/EDGE 850 MHz, UMTS (HSDPA y HSUPA) 1900 MHz) y LTE (1.700/2.100 MHz) & (2.600 MHz)
- Telefonía Fija (WLL) - (Telefonía Residencial, Comercial y Corporativa en CDMA y GSM)
- Internet Móvil - (UMTS (HSDPA y HSUPA) 1900 MHz y CDMA2000 1XEV-DO 800 MHz)
- Televisión Satelital - Movistar TV era el servicio de televisión por satélite operado Telefónica Venezolana C.A. dicho servicio tendría disponibilidad en Venezuela hasta finales del año 2022, tras el anuncio público por parte de Telefónica Venezolana de que el servicio de televisión satelital cesaría operaciones para diciembre del 2022 debido a la desactivación definitiva del satélite que proyectaba la señal.[9] Sin embargo, notificando a sus usuarios que de ellos desearlo podrían suscribirse a la señal cedida a Inter Satelital, para continuar el disfrute del servicio; recalcando que Movistar TV ya no formaría parte de sus productos comerciales.[10]
- LDN y LDI - (Larga Distancia Nacional e Internacional)
- Portales de Contenidos - (Portal móvil de contenidos)
- Telefónica Empresas - (Servicios para Grandes Empresas y Pymes)
- Telefónica International Wholesale Services - (Servicios para operadores de telecomunicaciones)
- Terra Networks Venezuela - (Portal de Internet y Proveedor de Contenidos)
- Vocem Teleservicios 2013 S.A (anteriormente Atento Venezuela S.A.) luego de vender activos en todo el mundo y solo quedarse con la filial venezolana fue cambiada de nombre. (Call Center y BPO)
- Adquira - (Comercio Electrónico)
- Ubicar - (Sistemas Timetrack, S.A. Geolocalización de Vehículos y flotas.)
- TelPago - (Sistema de tarjetas prepagadas.) Actualmente su uso es más bajo motivado a la preferencia por las recargas electrónicas.
- Fundación Telefónica Venezuela - (Fundación para el acceso a las TIC´s y la educación infantil)
- www.movistar.com.ve - (Página principal en Venezuela)
- www.mimovistar.com.ve - (Página de autogestión)
- App Mi Movistar - (Autogestión disponible para Android y IOS)

## Cronología de eslóganes

### Telcel
- 1991-1993: Su voz
- 1993-2000: Su voz sin límites
- 2000: Su voz digital sin límites

### Telcel Bellsouth
- 2000-2005: Su conexión digital confiable
- 2005: Una compañía del Grupo Telefónica

### Movistar
- 2005-2006: Ahora llámame Movistar
- 2006-2010: Tú nos inspiras
- 2010-2015: Compartida, la vida es más
- 2015-2017: #VasAVolar
- 2017-2024: Elige Todo
- 2025-presente: Conecta con lo que te mueve